# Football Club Femminile Cagliari 1980
Questa voce raccoglie le informazioni riguardanti il Football Club Femminile Cagliari nelle competizioni ufficiali della stagione 1980.

## Organigramma societario
Area direttiva
- Presidente: Antonello Lorenzoni

Area organizzativa
- Segretario:
- Dir.addetto all'arbitro: Mario Sardara
- Dir.accompagnatore: Vasco Cantagalli

Area tecnica
- Allenatore: Antonio Maffa

Area sanitaria
- Medico sociale: Giuseppe Curreli

## Rosa
Tratta da due documenti ufficiali consegnati all'arbitro.
| N. |                   | Ruolo | Calciatrice        |
| -- | ----------------- | ----- | ------------------ |
| 9  | Italia (bandiera) | A     | Maria Barbato      |
| 1  | Italia (bandiera) | P     | Lucia Cacciuto     |
| 5  | Italia (bandiera) | C     | Angela Coda        |
| 7  | Italia (bandiera) | A     | Giuseppina Contu   |
|    | Italia (bandiera) | A     | Alessandra Costa   |
| 10 | Italia (bandiera) | A     | Bonaria Laconi     |
| 9  | Italia (bandiera) | A     | Ivana Masella      |
|    | Italia (bandiera) | A     | Angela Mortero     |
| 12 | Italia (bandiera) | P     | Tiziana Mura       |
| 8  | Italia (bandiera) | A     | Anna Luisa Olianas |

| N. |                   | Ruolo | Calciatrice         |
| -- | ----------------- | ----- | ------------------- |
|    | Italia (bandiera) |       | Laura Pilato        |
| 4  | Italia (bandiera) | C     | Luciana Pilia       |
| 6  | Italia (bandiera) | C     | Costantina Sanna    |
| 10 | Italia (bandiera) | A     | Elisabetta Secci    |
| 3  | Italia (bandiera) | D     | Marilena Sequenza   |
| 2  | Italia (bandiera) | D     | Antonietta Serrenti |
| 5  | Italia (bandiera) | C     | Marinella Serrenti  |
| 11 | Italia (bandiera) | A     | Giovanna Sini       |
| 7  | Italia (bandiera) | A     | Anna Vistosu        |